# Глазов, Юрий Яковлевич
Юрий Яковлевич Глазов (1929, Москва — 1998, Канада) — советский и канадский филолог, востоковед, писатель
, переводчик, лингвист, индолог известный своими исследованиями тамильского и малаяламского языков и классической восточной литературы, педагог, кандидат филологических наук (1962), доктор философии, профессор, заведующий кафедрой русского языка и литературы в университете Дальхаузи (Канада). Правозащитник.

## Биография
В 1952 году окончил уйгурское отделение Московского института востоковедения, после работал редактором в Государственном издательстве иностранных и национальных словарей (ГИИНС) в Москве.
В 1960 году окончил аспирантуру Института востоковедения АН СССР, специализируясь в области тамильского языкознания. Был оставлен на работе в Институте востоковедения АН СССР, одновременно преподавал в Институте восточных языков при МГУ, читал специальные курсы вместе с А. М. Пятигорским.
Специалисты отмечали, что Глазов опубликовал «ряд очень важных статей, в которых он систематически и подробно рассматривал морфофонологию и морфологию классического литературного тамильского языка; все его работы характеризуются пристальным вниманием к деталям и продуманным методическим подходом».

## Творчество
В 1990-х годах опубликовал ряд рассказов, стихов и очерков, литературно-художественных эссе («Разделение океаном» (1991)), «Тесные врата : Возрождение русской интеллигенции» (1973), «В краю отцов : Хроника недавнего прошлого» (М.: Истина и жизнь, 1998).
В СССР издал ряд переводов на русский язык произведений классической тамильской литературы, в частности, впервые — знаменитый «Тируккурал. Книга о добродетели, о политике и о любви» (1963) и «Шилаппадикарам», или «Повесть о (ножном) браслете» (1966).
За участие в коллективных выступлениях в поддержку осужденных диссидентов и подписание коллективных писем в адрес международного Совещания представителей коммунистических и рабочих партий в Будапеште о нарушении гражданских прав и свобод в СССР в конце 1960-х — начале 1970-х годов был подвергнут остракизму, изгнан с работы.
С 1972 года жил в Канаде. Работал профессором, заведующим кафедрой русского языка и литературы в университете Дальхаузи.

## Избранные публикации
- Язык малаялам / Ч. Секхар, Ю. Я. Глазов. — Москва : Изд-во вост. лит., 1961. — 95 с., 1 л. табл.
- Тирукурал : Книга о добродетели, о политике и о любви / Акад. наук СССР. Ин-т народов Азии ; Пер. с тамильского Ю. Глазова и А. Кришнамурти; [Предисл., с. 3-33, и коммент. Ю. Глазова]; [Отв. ред. К. Звелебил]. — Москва : Изд-во вост. лит., 1963. — 156 с.
- Morfiemnyj sostav tamiljskogo klassichieskogo yazyka (Morpheme inventory of Classical Tamil), 'Narody Azii i Afriki', 3, 1962, p. 139—152.
- Mprfofoniemika i sintaktofoniemika klassichiesskogo tamiljskogo yaz (Morphophonemics and Sintactophonemics of the Classical Tamil), 'Voprosy Yazykoznaniya', No. 3, 1964, p. 88-98.
- Sochietaye’mostj i poriadok morfem imiennogo slovoobrazovaniya i slo-voizmienieniya Tirukkurala, KSINA, 1964, 62, p. 79-95.
- Morftemy aorista v drievnietamiljskom yazykie (The Morphemes of Aorist in Ancient Tamil), NKYIPTN, p. 28-29.
- K probliemie tipologichieskogo shodstva dravidiyskih i tjurkskih yazy¬kov (On the problem of typological affinity between Dravidian and Turkish languages), 'Lingvistichieskaya tipologiya i vostochnyje yazyki' (LTVY), 1965, p. 205—212.
- Glagoljnaya forma na -are v kannada (Verbal construction with -are in Kannada), KSINA, 1964, No. 68, pp. 31-39.
- Тесные врата : Возрождение русской интеллигенции — Лондон : «OPI», 1973. — 266 c.